# Enrique Riquelme
Enrique Riquelme Vives (Cox, Alicante; 9 de enero de 1989) es un empresario español, fundador de COX Energy, compañía de energías renovables especializada en solar fotovoltaica. Inició su actividad en compañías propiedad de su familia dentro de los sectores inmobiliario y de construcción.

## Trayectoria
En 2010, Riquelme Vives se instaló en Panamá, donde creó Grupo El Sol, centrado en minería, cemento, infraestructuras y energía. En 2012, decidió invertir en Guatemala. Es  presidente y CEO y Fundador de Cox Energy, empresa fundada en 2014 y presidente y máximo accionista de Cox Real Estate. En 2016, Enrique Riquelme adquirió el 12,85 % del capital de Ezentis y se convirtió en su mayor accionista. En 2019 creó Cox Energy América para atender al mercado latinoamericano, empresa que en 2020 se convirtió en la primera de energía solar fotovoltaica en cotizar en un mercado de valores de México.

## Reconocimientos
- En  2018, la revista Forbes lo presentó en su portada  como “El Hombre de la Energía Solar”.[9]
- En 2018,  recibió el Premio Nacional Joven Empresario, otorgado por la Confederación Española de Jóvenes Empresarios (CEAJE).[10]
- En 2019, fue designado como uno de los “100 latinos más influyentes comprometidos con la acción climática” por la organización Sachamama. [cita requerida]
- En 2020  fue elegido uno de los “100 españoles más creativos en el mundo de los negocios” por la revista Forbes.[11]